# Dąbrowa (Czechy)
Dąbrowa (cz. Doubravaⓘ, niem. Dombrau) – wieś gminna i gmina w kraju morawsko-śląskim, w powiecie Karwina w Czechach. Nazwa miejscowości pochodzi od dębu.
W latach 1974–1990 Dąbrowa znajdowała się w administracyjnych granicach Orłowej.
Miejscowość znajduje się w Ostrawsko-Karwińskim Zagłębiu Węglowym. Na zachodzie sąsiaduje z Orłową, na północy z Dziećmorowicami, na wschodzie i południu z Karwiną (na wschodzie ze Starym Miastem, na południu z Dołami).

## Historia
Dąbrowa to jedna z najstarszych miejscowości na Śląsku Cieszyńskim. Miejscowość została po raz pierwszy wzmiankowana w 1229 roku, w bulli papieża Grzegorza IX dla benedyktynów tynieckich, zatwierdzającej ich posiadłości w okolicy Orłowej, w tym właśnie Dąbrowę jako Dubrowa. W 1268 powstał klasztor Benedyktynów w Orłowej, a Dąbrowa stanowiła odtąd jego uposażenie.
Wieś politycznie znajdowała się początkowo w granicach piastowskiego (polskiego) księstwa opolsko-raciborskiego. W 1290 w wyniku trwającego od śmierci księcia Władysława opolskiego w 1281/1282 rozdrobnienia feudalnego tegoż księstwa powstało nowe księstwo cieszyńskie, w granicach którego znalazła się również Dąbrowa. Od 1327 księstwo cieszyńskie stanowiło lenno Królestwa Czech, a od 1526 roku w wyniku objęcia tronu czeskiego przez Habsburgów wraz z regionem aż do 1918 roku w monarchii Habsburgów (potocznie Austrii). W 1447 Dąbrowa weszła w skład wydzielonego działu księcia Bolka II, przy czym nadal była częścią kompleksu klasztornego benedyktynów. U schyłku średniowiecza była już jednak wsią szlachecką. W 1511 opat klasztoru w Orłowej, Andrzej Gniady, odkupił dochodowe dziedziczne wójtostwo w Dąbrowej.
W latach 1746–1901 należało do rodu Mattencloit, którzy na początku XX wieku sprzedali wieś wiedeńskiej rodzinie Rotschildów.
Ważnym wydarzeniem dla Dąbrowy i okolicy było odkrycie złóż węgla w 1822. Na początku powstawały małe kopalnie, często następnie porzucane. W latach 1854–1855 wybudowane zostały dwie większe kopalnie: Eleonora i Bettina. Większość mieszkańców pracowała właśnie przy wydobyciu, a w 1869 wieś liczy ich 1752. Później wszystkie miejscowe kopalnie zostały skonsolidowane w spółce Důl Doubrava (Kopalnia Dąbrowa). Wieża Bettiny została zburzona 23 października 2006, a Eleonory 2 listopada 2007.
Po zniesieniu poddaństwa miejscowość stanowiła gminę na Śląsku Austriackim, w powiecie sądowym Frysztat, najpierw w powiecie cieszyńskim, potem w samodzielnym powiecie politycznym Frysztat. Miejscowość jest bardzo dobrym przykładem ścierania się polskiego i czeskiego żywiołu narodowego na terenie Zagłębia Karwińskiego. Tradycyjnie zamieszkała była przez polskojęzycznych Lachów posługujących się odmianą gwary cieszyńskiej, dodatkowo była celem znacznej imigracji robotniczej z Galicji. Pomimo tego w 1880 85,6% mieszkańców zadeklarowało używanie języka czeskiego, po czym liczba ta spadła na korzyść języka polskiego, który wzrósł do 77,7% w 1900 roku. Według austriackiego spisu ludności z 1910 miasteczko Dąbrowa miała 5660 mieszkańców, z czego 5502 było zameldowanych na stałe, 3453 (62,8%) było polsko-, 1911 (34,7%) czesko- a 138 (2,5%) niemieckojęzycznymi, 5159 (91,1%) było katolikami, 354 (6,3%) ewangelikami, 134 (2,4%) wyznawcami judaizmu a 13 innej religii lub wyznania.
W 1899 powstała nowa samodzielna parafia św. Jadwigi, gdzie od samego początku jej funkcjonowania kościół był miejscem polsko-czeskiego sporu o używany w nim język.
Po I wojnie światowej doszło do wybuchu polsko-czechosłowackiego konfliktu granicznego. Według porozumienia lokalnych organów władzy Dąbrowa została podporządkowana polskiej administracji. Po wybuchu wojny polsko-czechosłowackiej 23 stycznia 1919 Dąbrowa została zajęta przez Czechosłowację już w pierwszym dniu konfliktu. Od 1920 przydzielona decyzją Rady Ambasadorów Czechosłowacji, gdzie do 1924 miała nazwę Dombrová. W październiku 1938 wraz z Zaolziem została zaanektowana przez Polskę a podczas II wojny światowej przez nazistowskie Niemcy. Po wojnie przywrócona Czechosłowacji.
Jako miejscowość górnicza znacznie ucierpiała na skutek szkód górniczych.

## Zabytki
W miejscowości znajduje się kościół św. Jadwigi Śląskiej z 1899, kościół husycki z 1928, zamek i rzeźba świętego Jana Nepomucena.

## Ludzie związani z Dąbrową
W miejscowości pracowali:
- Jan Buzek, polski fizyk i polityk;
- Józef Kiedroń, minister w rządzie Władysława Grabskiego (prywatnie jego szwagier);

## Galeria

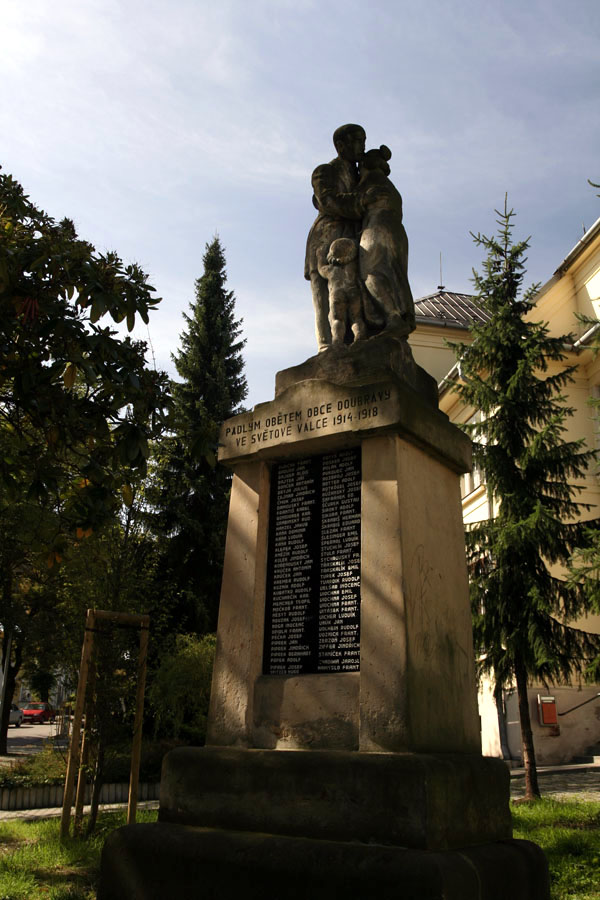
Pomnik ofiarom I wojny światowej
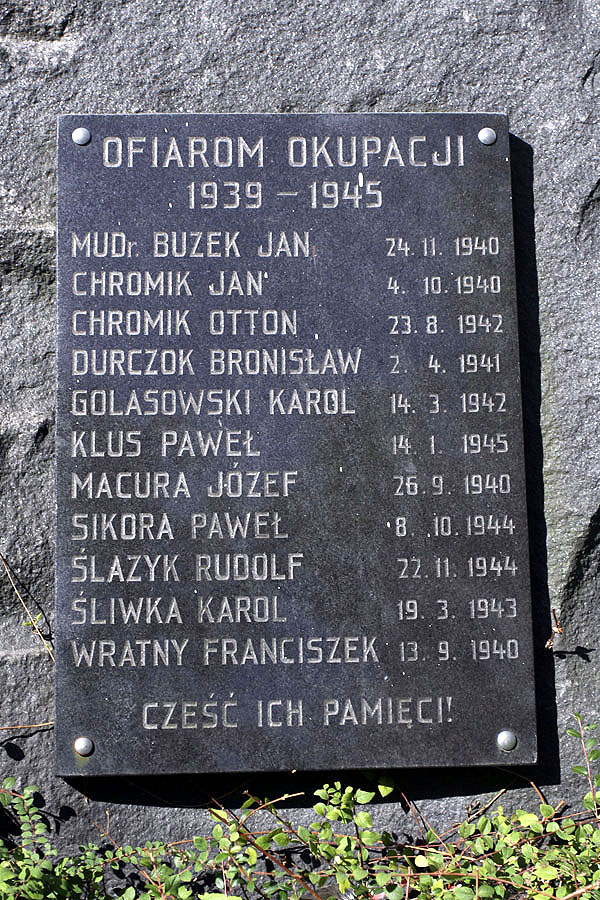
Pamiątkowa tablica upamiętniająca ofiary II wojny światowej
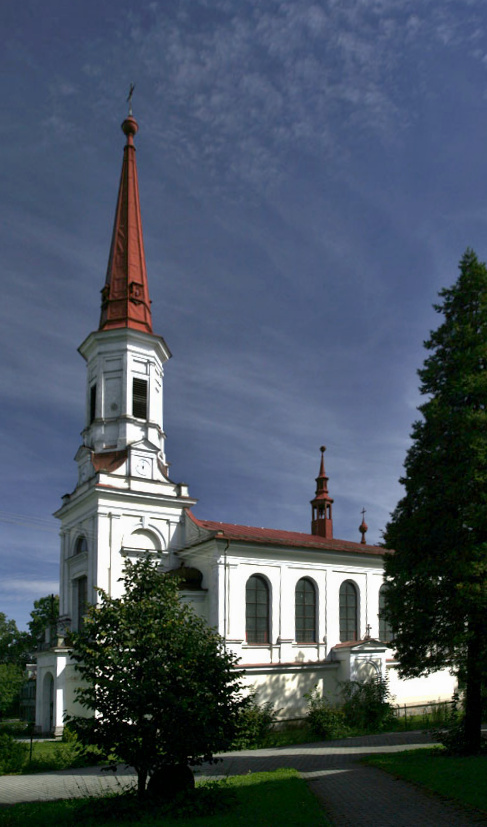
Kościół św. Jadwigi Śląskiej
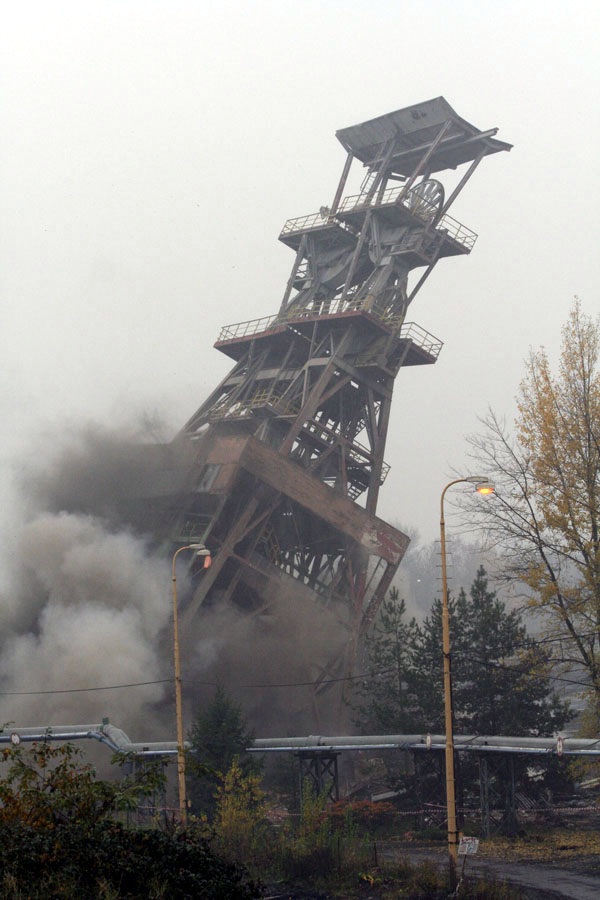
Detonacja wieży kopalni Eleonora